# Rhynchostegiella compacta
Rhynchostegiella compacta là một loài Rêu trong họ Brachytheciaceae. Loài này được (Müll. Hal.) Loeske miêu tả khoa học đầu tiên năm 1910.